# Paloma Faith
Paloma Faith Blomfield (sinh ngày 21 tháng 7 năm 1981), được biết đến với tên gọi chuyên nghiệp là Paloma Faith, là một ca sĩ, nhạc sĩ và nữ diễn viên người Anh.
Faith được biết đến với phong cách retro và lập dị của cô. Nữ ca sĩ đã gặp người quản lý của mình Jamie Binns và Christian Wåhlberg vào năm 2007. Album đầu tay của cô, Do You Want the Truth hay Something Beautiful? được phát hành vào năm 2009 và đã được chứng nhận gấp đôi bạch kim ở Anh. Album bao gồm các đĩa đơn " Stone Cold Sober ", " New York " và " Upside Down ", và đã nhận được đề cử giải thưởng BRIT đầu tiên của cô vào năm 2010. Năm 2012, Faith đã phát hành album phòng thu thứ hai của cô, Fall to Grace, ra mắt ở vị trí thứ hai trên Bảng xếp hạng album của Anh. Album đã được giới phê bình đón nhận và vượt qua thành công khi ra mắt, cô đã giành được nhiều đề cử giải thưởng vào năm 2013 và nhận được chứng nhận bạch kim kép ở Anh. Album đã sản xuất mười đĩa đơn đầu tiên của cô, " Picking Up the Pieces ", phiên bản hai mươi bản cover hàng đầu của " Never Tear Us Apart " của INXS và giành được hai đề cử giải BRIT cho Album Nữ hay nhất của Anh Faith đã phát hành album thứ ba của cô, A Perfect Contradtions vào năm 2014, là album thành công nhất của cô cho đến nay. Album đã tạo ra hai đĩa đơn hàng đầu của Vương quốc Anh " Không thể dựa vào bạn " và " Chỉ có tình yêu mới có thể làm tổn thương như thế này ", với thứ hai đứng đầu các bảng xếp hạng ở Úc. Faith giành giải Nữ nghệ sĩ solo xuất sắc nhất của Anh tại BRIT Awards 2015. Album phòng thu thứ tư của cô, The Architect được phát hành vào năm 2017, và ra mắt ở vị trí số một ở Anh, trở thành album số một đầu tiên của Faith.
Ngoài công việc solo, Faith cũng đã hợp tác với bộ đôi Sigma trong ca khúc " Change " năm 2014, được xếp hạng ở vị trí số một ở Anh và DJ Sigala trong " Lullaby " lọt vào top 10 năm 2018. Hơn nữa, cô cũng đã xuất hiện trong các bộ phim điện ảnh trong The Imaginarium of Doctor Parnassus, Dread, phiên bản làm lại năm 2007 của <i id="mwLQ">St</i> <i id="mwLg">Trinian's</i> and <i id="mwMA">Youth</i>. Năm 2016, Faith xuất hiện với vai trò giám khảo trong loạt phim thứ năm của The Voice UK.

## Cuộc đời và sự nghiệp

### Cuộc sống và sự nghiệp ban đầu
Faith được sinh ra từ một người mẹ Anh và cha người Tây Ban Nha ở Hackney, mặc dù bố mẹ cô đều đến từ Norfolk. Cha mẹ cô ly thân khi cô hai tuổi và ly dị hai năm sau đó. Cô được mẹ nuôi dưỡng ở Stoke Newington, mặc dù cô có mối quan hệ thân thiết với bà ngoại, một người Công giáo La Mã Tây Ban Nha. Khi còn nhỏ, cô được mẹ khuyến khích nhảy và tham gia các lớp học múa ba lê hàng tuần ở Dalston. Sau khi hoàn thành trình độ A tại City and Islington College, cô tiếp tục học lấy bằng về múa đương đại tại Trường múa đương đại phía Bắc ở Leeds, làm vũ công hip hop tại câu lạc bộ nổi tiếng LoveDough. Sau đó, cô học thạc sĩ về đạo diễn sân khấu tại Đại học Nghệ thuật và Thiết kế Central Saint Martins, tự tài trợ cho mình bằng cách làm việc bán thời gian khác nhau, bao gồm trợ lý bán hàng tại Agent Provoc Nghiệp, ca sĩ trong quán rượu khôi hài, nhân viên pha chế, người mẫu và trợ lý của một nhà ảo thuật.
Bước đột phá đầu tiên của Faith vào âm nhạc bắt đầu khi cô bắt chước các ca sĩ nhạc jazz và linh hồn nổi tiếng bao gồm Etta James và Billie Holiday, người mà cô ngưỡng mộ và trích dẫn như những ảnh hưởng cho công việc của chính mình. Cô đã gặp những người quản lý của mình Jamie Binns và Christian Wåhlberg của Quản lý bên trong năm 2007  Binns đã được nhà sản xuất Peanut, một khách hàng gần đây làm việc với cô ấy trong phòng thu của anh ấy và đã rất ấn tượng. Anh gặp Faith ngay sau đó và "hoàn toàn bị thổi bay", sau đó nói: "Tôi không chắc cô gái này sẽ làm gì - cô ấy là một nữ diễn viên và một ca sĩ - nhưng có một điều gì đó về cô ấy trong nghệ thuật đó thực tế là khi tôi ra khỏi cuộc họp, tôi đã gọi Christian và nói: 'Chúng ta phải làm gì đó với cô gái này!' " 
Trong thời gian học đại học, Faith làm việc trong một quán rượu nơi người quản lý, Tiến sĩ Vishaal Goel yêu cầu cô đứng đầu ban nhạc của mình, mà sau này họ gọi là 'Paloma và Penetrators'. Trong buổi biểu diễn cùng ban nhạc tại một chương trình tạp kỹ, cô đã được một người A&R từ Epic Records, người mời cô hát cho người quản lý của nhãn hiệu này. Hai mươi phút tham gia buổi thử giọng, cô yêu cầu người quản lý tắt điện thoại và khi anh từ chối, cô bước ra ngoài. Người quản lý sau đó đã gọi cho cô và đưa cho cô một hợp đồng nói rằng anh đã thấy nhiều hành vi kể từ đó và không có gì đáng nhớ như cô. Cô từ chối cơ hội gia nhập ban nhạc của Amy Winehouse và bắt đầu viết và biểu diễn các bài hát của riêng mình. Tác phẩm được công nhận đầu tiên của cô là bài hát "It Christmas (và I Hate You)", được cô thu âm dưới dạng song ca với ca sĩ kiêm nhạc sĩ Josh Weller vào năm 2008 

### 2009-2010:Bạn có muốn sự thật hay điều gì đó đẹp đẽ không?

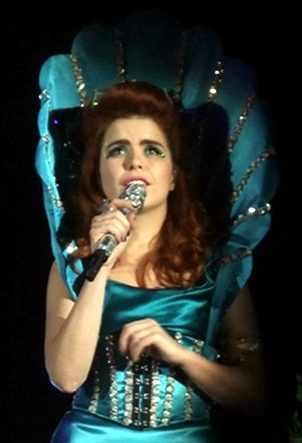
Faith trình diễn vào tháng 11 năm 2010.

Vào tháng 6 năm 2009, Faith đã phát hành đĩa đơn đầu tay "Stone Cold Sober", đạt vị trí thứ 17 trên bảng xếp hạng đĩa đơn của Anh. Đĩa đơn thứ hai của cô, " New York ", được phát hành vào tháng 9 năm 2009, xếp hạng ở vị trí thứ 15 tại Anh. Sau đó, nó đã được phát hành lại dưới dạng phiên bản cập nhật với rapper Ghostface Killah. Vào tháng 9 năm 2009, cô đã phát hành album đầu tay, Do You Want the Truth hay Something Beautiful?, mà cô ấy đã viết hoặc đồng sáng tác tất cả các bài hát ở Anh, Thụy Điển và Mỹ. Nó xuất hiện ở vị trí thứ 14 trên Bảng xếp hạng album của Vương quốc Anh và sau đó đạt vị trí thứ 9, duy trì trong bảng xếp hạng trong 16 tuần. và trở thành "Album của tuần" của BBC Radio 2 từ ngày 19 tháng 9 năm 2009. Cô đã phát hành đĩa đơn thứ ba, ca khúc chủ đề của album vào tháng 12 năm 2009. Bài hát đạt đỉnh 64 ở Anh. Cùng năm đó, Faith xuất hiện với tư cách là giọng ca chính trong album Scars của Basement Jaxx và album của nghệ sĩ hip-hop người Mỹ MF Doom, Born Like This.
Vào tháng 3 năm 2010, Faith đã phát hành đĩa đơn thứ tư " Upside Down ", xếp hạng thứ 55 tại Anh. Để quảng bá album, cô bắt đầu chuyến lưu diễn đầu tiên ở Vương quốc Anh và Ireland bắt đầu vào tháng 3. The Times mô tả chuyến lưu diễn là "đầy nghệ thuật sân khấu, nhưng dựa trên nền tảng vững chắc của giọng hát giật gân của [Faith] và tính cách lấp lánh như một viên kim cương thô". Cô đã thực hiện một bộ trực tiếp cho Radio 2 Giới thiệu của BBC ... và trả lời phỏng vấn cho người dẫn chương trình Dermot O'Leary. Đức tin đã biểu diễn tại nhiều lễ hội trong suốt mùa hè đó, bao gồm T4 trên Bãi biển, Liên hoan nhạc Jazz Cheltenham và Lễ hội iTunes 2010. Vào tháng 5 năm 2010, Faith đã thể hiện bài hát chủ đề " Keep Move " cho bộ phim 2010 của Anh 4.3.2.1, cùng với Adam Deacon và Bashy. Vào tháng 10 năm 2010, Faith đã phát hành đĩa đơn cuối cùng từ album đầu tay "Khói & Gương".

### 2011-2013:Fall to Gracevà tiếp tục sự nghiệp

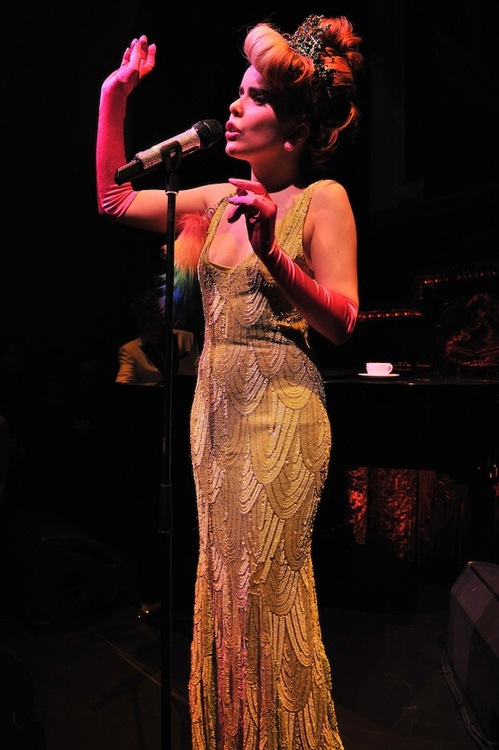
Faith trình diễn vào tháng 10 năm 2012.

Vào tháng 1 năm 2011, Faith đã được đề cử Nữ nghệ sĩ solo Anh tại Lễ trao giải BRIT 2011, nơi cô cũng biểu diễn " Forget You " cùng với Cee Lo Green. Cô xuất hiện trong đĩa đơn từ thiện " Hard Times " với Plan B và Elton John vào tháng 5 năm 2011  Vào tháng 5 năm 2012, Faith đã phát hành album phòng thu thứ hai của cô Fall to Grace. Cô đã tranh thủ các nhà sản xuất thu âm Nellee Hooper và Jake Gosling để làm việc với cô ấy trong dự án. Album được xếp hạng ở vị trí thứ hai trên Bảng xếp hạng album của Vương quốc Anh. Đĩa đơn đầu tiên của album " Picking Up the Pieces " đạt vị trí thứ bảy trên Bảng xếp hạng đĩa đơn của Anh, trở thành đĩa đơn đầu tiên của Faith. Vào tháng 5 năm 2012, Faith tham gia The Voice UK với tư cách là một trong bốn cố vấn khách mời. Cô đã làm việc với huấn luyện viên Daniel O'Donoghue trong giai đoạn vòng chiến đấu của cuộc thi  và cũng đã biểu diễn "Picking Up the Pieces" trong buổi trình diễn kết quả.
Vào tháng 8 năm 2012, Faith đã phát hành " Chuyện tình 30 phút " dưới dạng đĩa đơn thứ hai từ Fall to Grace. Cô đã thu âm một phiên bản " Never Tear Us Apart " của INXS cho một quảng cáo của John Lewis, bắt đầu phát sóng trên truyền hình từ tháng 9 năm 2012. Nó sau đó đã được đưa vào album dưới dạng một đĩa đơn. Faith đã phát hành " Just Be " là đĩa đơn thứ tư trong album vào tháng 12 năm 2012. Cô đã thực hiện ca khúc trên Later... với Jools Holland. Đầu năm 2013, Faith bắt đầu chuyến lưu diễn vòng quanh Vương quốc Anh và Ireland để hỗ trợ cho album. Cô đã nhận được hai đề cử tại Giải thưởng BRIT 2013; cho Nữ hay nhất và Album Anh hay nhất cho mùa thu đến ân sủng. Album đã được chứng nhận gấp đôi bạch kim bởi ngành công nghiệp ghi âm Anh để bán được hơn 700.000 bản.

### 2013 - 2015:Một mâu thuẫn hoàn hảo

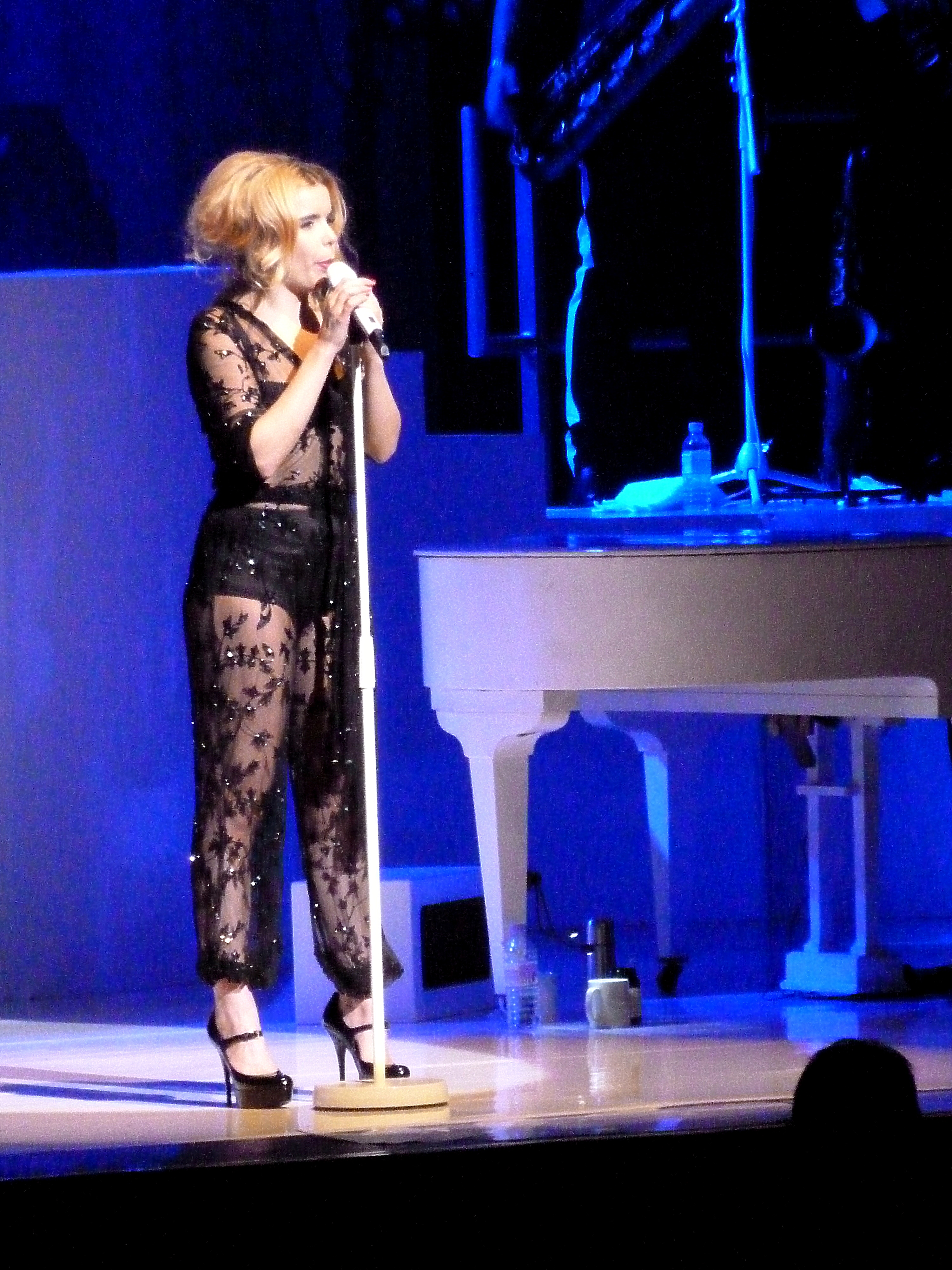
Niềm tin vào buổi hòa nhạc tại Nhà hát Đế chế Liverpool năm 2014.

Vào tháng 1 năm 2013, Faith tiết lộ rằng cô đã bắt đầu viết album phòng thu thứ ba trong thời gian ở Mỹ. Cuối năm đó, cô đã tổ chức Lễ hội tiến hóa ở Newcastle trên sông Tyne. Vào tháng 3 năm 2014, album thứ ba của Faith A Perfect Contradict đã được phát hành. Nó trở thành album bán chạy nhất của cô cho đến nay, ra mắt ở vị trí thứ hai ở Anh và nhận được chứng nhận bạch kim kép. Đĩa đơn chính " Không thể dựa vào bạn " do Pharrell Williams sản xuất, đã trở thành top ten thứ hai của cô tại Anh. Đĩa đơn thứ hai của album " Only Love Can Hurt Like This ", được viết bởi Diane Warren, trở thành đĩa đơn thành công nhất của cô cho đến nay, đạt vị trí thứ sáu ở Anh, số một ở Úc và số ba ở New Zealand. Sau thành công của đĩa đơn, album đã đạt đến đỉnh cao mới của số bốn tại Úc. Đĩa đơn thứ ba của album, " Trouble with My Baby " được phát hành vào tháng 8 năm 2014.
Vào tháng 9 năm 2014, bộ đôi trống và bass của Anh " Sigma " đã phát hành đĩa đơn " Change ", có giọng hát từ Faith. Nó ra mắt ở vị trí số một ở Anh, trở thành đĩa đơn số một đầu tiên ở Anh. Vào tháng 11 năm 2014, một "Outsider's Edition" được đóng gói lại trong album thứ ba của cô đã được phát hành với bốn bài hát mới bao gồm đĩa đơn "Ready for the Good Life". Cùng tháng đó, Faith đã tham gia nhóm từ thiện Band Aid 30 cùng với các nhóm nhạc pop khác của Anh và Ailen, ghi lại một phiên bản mới của ca khúc " Do They know It Christmas? " Để quyên tiền cho cuộc khủng hoảng Ebola 2014 ở Tây Phi. Tại lễ trao giải Brit 2015, Faith đã giành giải thưởng dành cho Nữ nghệ sĩ solo người Anh, trở thành chiến thắng đầu tiên của cô.

### 2015 - Hiện tại:The Voice UKvàThe Architect
Vào tháng 6 năm 2015, Faith xác nhận rằng cô đã bắt đầu quá trình tạo album phòng thu thứ tư của mình. Cô đã tham khảo Jimi Hendrix và Janis Joplin như nguồn cảm hứng cho hồ sơ. Vào tháng 8 năm 2015, Faith sẽ trở thành huấn luyện viên trên The Voice UK. Cũng như vai trò của cô trong chương trình, Faith ra mắt công ty quản lý và xuất bản của riêng mình.
Vào tháng 8 năm 2017, Faith trở lại với đĩa đơn " Crybaby " từ album thứ tư của cô mang tên The Architect. Album này sau đó đã được phát hành vào tháng 11, ra mắt ở vị trí số một trên Bảng xếp hạng album của Vương quốc Anh, trở thành album đứng đầu bảng xếp hạng Anh đầu tiên của Faith. Ba đĩa đơn nữa trong album đã được phát hành: "Guilty", "'Til I Done" và "Warrior". Vào tháng 2 năm 2018, Faith đã phát hành một sự hợp tác với DJ Sigala, " Lullaby", xếp ở vị trí thứ sáu ở Anh, trở thành đĩa đơn thứ tư thứ tư của cô với tư cách là nghệ sĩ chính và thứ năm chung cuộc. Tháng tiếp theo, Faith trình bày bài hát " Make Your own Music of Music " thập niên 1960 của Mama Cass. Nó xuất hiện trong một quảng cáo truyền hình của Škoda, được chơi rất nhiều trong suốt cả năm, khiến cho ca khúc này được xếp hạng ở vị trí 28 tại Vương quốc Anh. Vào tháng 11 năm 2018, Faith đã phát hành lại "Phiên bản Zeitgeist" của The Architect, bao gồm sáu bài hát mới bao gồm "Make Your own Kind of Music", "Lullaby" và "Loyalty".

## Sự nghiệp truyền hình và điện ảnh
Năm 2007, Faith xuất hiện trong một tập của bộ phim cảnh sát BBC HolbyBlue đóng vai một tên trộm. Cô cũng được chọn vào vai Andrea trong St Trinian's năm 2007. Faith cũng được chọn trong The Imaginarium of Doctor Parnassus của Terry Gilliam trong vai Sally, bạn gái của Quỷ dữ (do Tom Waits thủ vai) năm 2009. Cô cũng xuất hiện trong bộ phim kinh dị Dread với vai Clara Thornhill. Sau đó, cô đóng vai chính trong loạt phim Channel 4 sắp ra mắt và bộ phim ngắn A Nice Touch. Về phần này, cô nói: "Tôi không nghĩ họ thậm chí còn biết tôi là một nữ diễn viên. Tôi đã đi đến một buổi thử giọng và họ nói rằng họ thích cách giải thích của tôi về nhân vật và tôi nói, 'Tôi chỉ là chính mình'. "  Trong năm 2013, cô xuất hiện như tạp kỹ nghệ Georgia, trong một phim truyền hình của PG Wodehouse 's Blandings (tập "The Crime Wave ở Blandings") trên BBC. Năm 2015, cô xuất hiện như chính mình trong Tuổi trẻ của Paolo Sorrentino. Cuối năm đó, Faith cũng xuất hiện với vai Tinker Bell trong bộ phim truyền hình Peter & Wendy, dựa trên tiểu thuyết Peter Pan của JM Barrie.
Năm 2016, Faith trở thành giám khảo của The Voice UK. Cô vẫn ở trong bảng điều khiển cho một loạt, do mang thai. Vào năm 2017, Faith đã hát với Grace Davies 'trong bài hát gốc của Grace, "Roots", trên " The X Factor ". Năm 2018, Faith được công bố là nhân vật phản diện chính trong loạt phim Epix Pennyworth, một phần tiền truyện của Người Dơi.

## Nghệ thuật
Faith có một giọng nữ cao. Âm nhạc của cô thường pha trộn linh hồn và các yếu tố của nhạc jazz và phúc âm; do đó, cô đã được so sánh với Amy Winehouse, Adele và Duffy.

## Cuộc sống cá nhân
Faith đã kết hôn một thời gian ngắn với đầu bếp New Zealand Rian Haynes vào năm 2005; Tuy nhiên, họ chia tay sau tám tháng và ly dị bốn năm sau đó. Năm 2014, Faith thừa nhận sinh năm 1981, thay vì trẻ hơn bốn tuổi mà cô đã tuyên bố, sau khi giấy khai sinh của cô được tiết lộ trên mạng. Cô tuyên bố rằng cô đã nói với các giám đốc điều hành hồ sơ rằng cô trẻ hơn cô thực sự là vì cô cảm thấy rằng cô sẽ không được ký vào nhãn hiệu của họ nếu cô nói với họ tuổi thật của mình.
Vào tháng 8 năm 2016, nó đã được tiết lộ rằng cô ấy đang mong đợi đứa con đầu lòng của mình với người tình Leyman Lahcine, và cô ấy đã sinh vào tháng 12 năm 2016.

## Danh sách đĩa hát
- Bạn muôn sự thật hay nhưng lơi noi dôi đẹp? (2009)
- Mùa thu đến ân sủng (2012)
- Một mâu thuẫn hoàn hảo (2014)
- Kiến trúc sư (2017)

## Giải thưởng va sự bổ nhiệm
| Năm  | Cơ quan                                       | Giải thưởng | Công việc | Kết quả        |
| ---- | --------------------------------------------- | --- | --- | -------------- |
| 2009 | Giải thưởng ATC Hitz                          | Nữ ca sĩ mới xuất sắc nhất                                                                                                   | Chính mình \|rowspan="3" style="background: #FDD; color: black; vertical-align: middle; text-align: center; " class="no table-no2"\|Đề cử                                 |                |
| 2010 | Giải thưởng Quần áo Show Style                | Người phụ nữ mặc đẹp nhất năm                                                                                                | Chính mình \|rowspan="3" style="background: #FDD; color: black; vertical-align: middle; text-align: center; " class="no table-no2"\|Đề cử                                 |                |
| 2011 | Giải thưởng Brit                              | Nữ nghệ sĩ solo người Anh | Chính mình \|rowspan="3" style="background: #FDD; color: black; vertical-align: middle; text-align: center; " class="no table-no2"\|Đề cử                                 |                |
| 2011 | Giải thưởng ASCAP                             | Giải thưởng cao đẳng ASCAP                                                                                                   | Bạn muôn sự thật hay nhưng lơi noi dôi đẹp? \| style="background: #99FF99; color: black; vertical-align: middle; text-align: center; " class="yes table-yes2"\|Đoạt giải  |                |
| 2011 | Giải thưởng MPG                               | rowspan="8" style="background: #FDD; color: black; vertical-align: middle; text-align: center; " class="no table-no2"\|Đề cử | Bạn muôn sự thật hay nhưng lơi noi dôi đẹp? \| style="background: #99FF99; color: black; vertical-align: middle; text-align: center; " class="yes table-yes2"\|Đoạt giải  |                |
| 2011 | Giải thưởng Video âm nhạc Vương quốc Anh      | Phong cách tốt nhất trong một video                                                                                          | " Khói &amp; Gương " |                |
| 2012 | Giải thưởng Video âm nhạc Vương quốc Anh      | Video nhạc pop hay nhất | " Nhặt miếng " |                |
| 2012 | Danh hiệu video 4Music                        | Video hay nhất | " Nhặt miếng " |                |
| 2013 | Giải thưởng MPG                               | Bản phát hành bài hát duy nhất của Anh trong năm                                                                             | " Nhặt miếng " |                |
| 2013 | Giải thưởng MPG                               | Album của năm | Mùa thu đến ân sủng |                |
| 2013 | Giải thưởng Brit                              | Album MasterCard của năm | Mùa thu đến ân sủng |                |
| 2013 | Giải thưởng Brit                              | Nữ nghệ sĩ solo người Anh | Chính mình |                |
| 2013 | Giải thưởng phụ nữ cuối cùng của Cosmopolitan | style="background: #99FF99; color: black; vertical-align: middle; text-align: center; " class="yes table-yes2"\|Đoạt giải    | Chính mình |                |
| 2014 | Giải thưởng âm nhạc MP3                       | Giải thưởng JSB | style="background: #FDD; color: black; vertical-align: middle; text-align: center; " class="no table-no2"\|Đề cử                                                          |                |
| 2014 | Giải thưởng âm nhạc MP3                       | Giải thưởng HDT | style="background: #99FF99; color: black; vertical-align: middle; text-align: center; " class="yes table-yes2"\|Đoạt giải                                                 |                |
| 2014 | Giải thưởng âm nhạc đô thị                    | Video âm nhạc hay nhất | rowspan=3 style="background: #FDD; color: black; vertical-align: middle; text-align: center; " class="no table-no2"\|Đề cử                                                |                |
| 2014 | Giải thưởng Video âm nhạc Vương quốc Anh      | Nghệ sĩ video tốt nhất | Chính mình |                |
| 2014 | Giải thưởng Video âm nhạc Vương quốc Anh      | Lớp màu tốt nhất trong video                                                                                                 | "Không thể dựa vào bạn" |                |
| 2014 | Giải thưởng Video âm nhạc Vương quốc Anh      | Lớp màu tốt nhất trong video                                                                                                 | "Chỉ có tình yêu có thể làm đau như thế này" \| style="background: #99FF99; color: black; vertical-align: middle; text-align: center; " class="yes table-yes2"\|Đoạt giải |                |
| 2014 | Giải thưởng Xperia Access Q                   | rowspan="2" style="background: #FDD; color: black; vertical-align: middle; text-align: center; " class="no table-no2"\|Đề cử | |                |
| 2014 | Giải thưởng âm nhạc thế giới                  | Album hay nhất thế giới | Mùa thu đến ân sủng |                |
| 2014 | Giải thưởng âm thanh chuyên nghiệp            | Sản xuất ghi âm tốt nhất | rowspan="5" style="background: #99FF99; color: black; vertical-align: middle; text-align: center; " class="yes table-yes2"\|Đoạt giải                                     |                |
| 2014 | Giải thưởng Bạc Bạc                           | Giải thưởng Đạo luật xuất sắc nhất của Anh                                                                                   | Chính mình |                |
| 2014 | Giải thưởng thái độ                           | Âm nhạc công | Chính mình |                |
| 2014 | Giải thưởng Glamour                           | Nghệ sĩ Solo Anh xuất sắc nhất                                                                                               | Chính mình |                |
| 2015 | Giải thưởng Brit                              | Nữ nghệ sĩ solo người Anh | Chính mình |                |
| 2015 | Giải thưởng âm nhạc khiêu vũ quốc tế          | Bản nhạc Dubstep / Drum & Bass tốt nhất                                                                                      | rowspan="7" style="background: #FDD; color: black; vertical-align: middle; text-align: center; " class="no table-no2"\|Đề cử                                              |                |
| 2018 | Giải thưởng toàn cầu                          | Người phụ nữ tuyệt nhất | Chính mình |                |
| 2018 | Giải thưởng toàn cầu                          | Kháng cáo tốt nhất | Chính mình |                |
| 2018 | Giải thưởng toàn cầu                          | Nghệ sĩ hay nhóm nhạc xuất sắc nhất nước Anh                                                                                 | Chính mình |                |
| 2018 | Giải thưởng Brit                              | Nữ nghệ sĩ solo người Anh | Chính mình |                |
| 2018 | Giải thưởng Tuần âm nhạc                      | Nghệ sĩ tiếp thị Champaign                                                                                                   | Chính mình |                |
| 2018 | Giải thưởng Webby                             | Người nổi tiếng / người hâm mộ                                                                                               | www.palomahaith.com |                |
| 2019 | Giải thưởng toàn cầu 2019                     | Giải thưởng kháng cáo hàng loạt                                                                                              | style="background: #FFD; color: black; vertical-align: middle; text-align: center; " class="partial table-partial"\|Chưa công bố                                          |                |
| 2019 | Giải thưởng Brit                              | Anh độc thân của năm | Bài hát ru (với Sigala) | Đang chờ xử lý |

## Tour hòa nhạc
- Bạn có muốn sự thật hay một cái gì đó đẹp đẽ (2010)
- Fall to Grace Tour (2012113)
- Tour du lịch mùa thu Paloma Faith 2014 (201415)
- Kiến trúc sư du lịch (2018) [86][87]

## Đóng phim
| Năm      | Chức vụ                       | Vai trò                     | Ghi chú                   |
| -------- | ----------------------------- | --------------------------- | ------------------------- |
| 2006     | Mayo                          | Khách                       | Tập: 1.6                  |
| 2007     | HolbyBlue                     | Donna Reynold               | Tập: 1.7                  |
| 2007     | Dogface                       | Khác nhau                   | Tập: 1.4                  |
| 2007     | St Trinian's                  | Andrea                      |                           |
| 2009     | Hình ảnh của Bác sĩ Parnassus | Sally                       |                           |
| 2009     | Kinh sợ                       | Clara Thor dốc              |                           |
| 2009     | Đừng bận tâm về Buzzcocks     | Chính mình                  | Tập 23, tập 1             |
| 2010     | Đừng bận tâm về Buzzcocks     | Chính mình                  | Tập 24, tập 6             |
| 2010     | Săp diên ra                   | Nhiều mưa                   | Tập: "Tôi không quan tâm" |
| 2010     | Khám phá Lennon               | Chính mình                  |                           |
| 2011     | Một liên lạc tốt đẹp          | Alma                        | Phim ngắn                 |
| 2012     | Tiếng Anh                     | Cố vấn chiến đấu            | Trận chiến vòng 1         |
| 2013     | Nhạt nhẽo                     | Georgia                     |                           |
| 20101717 | Nước ép người nổi tiếng       | Chính mình                  | 4 tập                     |
| 2015     | Chương trình Jonathan Ross    | Chính mình                  |                           |
| 2015     | Peter & Wendy                 | Chuông Tinker               |                           |
| 2015     | Thiếu niên                    | Chính mình                  |                           |
| 2016     | Tiếng Anh                     | Huấn luyện viên / Thẩm phán |                           |
| 2017     | Âm thanh như đêm thứ sáu      | Chính mình                  |                           |

Ghi chú
- Vào tháng 8 năm 2015, Faith sẽ trở thành huấn luyện viên trong sê-ri thứ năm của The Voice UK, thay thế Rita Ora.[88]